# Euthanasie
Euthanasie (Oudgrieks: εὖ (eu) = "goede" en θάνατος (thanatos) = "dood"), goede dood, milde dood of genadedood, verwijst naar handelingen die het sterven zonder veel lijden van een andere persoon bevorderen.  Volgens Van Dale Groot woordenboek van de Nederlandse taal van 2015 betekent euthanasie "het op hun eigen verzoek bespoedigen van de dood of ter dood brengen van hevig lijdende, ongeneeslijke zieken". In de meeste landen is euthanasie bij wet verboden en wordt het vervolgd als een misdrijf. In enkele landen, waaronder Nederland en België, is euthanasie gelegaliseerd. Hoewel historisch gezien de term verschillende invullingen kreeg, staat euthanasie tegenwoordig voor actieve levensbeëindiging op verzoek van de patiënt zelf.

## Begripsverklaring
Hoewel euthanasie in de Nederlandse wet helder omschreven wordt, wordt de term buiten deze betekenis om ook wel voor begrippen met verschillende andere betekenissen gebruikt.
1. het bieden van geestelijke en lichamelijke verlichting bij het sterven zonder levensverkorting
2. hulp bij het sterven mét levensverkorting
3. het veroorzaken van de dood al of niet op verzoek van de betrokkene
4. het beëindigen van 'waardeloos' geacht leven.

Sommigen maken tevens onderscheid tussen actieve euthanasie en passieve euthanasie. Bij actieve euthanasie wordt een dodelijk middel toegediend. Bij passieve euthanasie wordt afgezien van verdere behandeling bij een terminale patiënt. Dit is feitelijk geen euthanasie maar het wordt abstinentiebeleid genoemd, dat behoort tot het normaal medisch handelen. Voorbeelden hiervan zijn:
- het niet geven van een (medische) behandeling die volgens de geldende medische inzichten zinloos is
- het niet geven van een (medische) behandeling omdat daar geen toestemming voor gegeven is
- het staken of niet uitvoeren van een behandeling op verzoek van de patiënt, zodat het leven van de patiënt niet kunstmatig wordt verlengd: stoppen met het toedienen van medicijnen en/of voedsel via het infuus of het uitschakelen van bepaalde apparatuur die de patiënt in leven houdt.

Een onderscheid dat ook wel wordt gemaakt, is dat tussen directe euthanasie en indirecte euthanasie. Bij directe euthanasie wordt een middel toegediend met de bedoeling om te doden. Bij indirecte euthanasie wordt een middel toegediend dat primair ten doel heeft om pijn te bestrijden, wat als onbedoeld maar wel bewust geaccepteerd neveneffect heeft dat de patiënt (eerder dan anders) komt te overlijden. Men vervangt dan de term levensbeëindiging soms ook door lijdensbeëindiging.
Bij dieren wordt in het algemeen van euthanasie gesproken als een dier dat lijdt wordt gedood om het daardoor verder lijden te besparen (zie Euthanasie van dieren).

### Euthanasie als geestelijke en lichamelijke verlichting bij het sterven zonder levensverkorting
Deze vorm van euthanasie, die thans meestal als palliatieve zorg wordt omschreven, wordt door vrijwel iedereen als ethisch geoorloofd geacht en zelfs geboden. Hieronder vallen pijnbestrijding met morfine, palliatieve sedatie en versterving.
De morele vraag die zich bij dit soort handelen stelt, spitst zich voornamelijk toe op de mate waarin men de nabijheid van de dood voor de patiënt mag camoufleren.

### Euthanasie waarbij de dood al of niet op verzoek van de betrokkene wordt veroorzaakt
Gewoonlijk is het deze betekenis die aan het begrip euthanasie wordt gegeven. Zo definieerde De Nederlandse Staatscommissie voor euthanasie in haar rapport van 1985 euthanasie als "opzettelijk levensbeëindigend handelen door een ander dan de betrokkene, maar wel op diens verzoek". Het is ook deze definitie die tegenwoordig wordt gehanteerd door de Belgische en Nederlandse wetgever.
Het doel is daarbij meestal een einde te maken aan uitzichtloos of ondraaglijk lijden van een patiënt.
Met andere woorden, het moet gaan om:
- opzettelijk levensbeëindigend handelen
- op uitdrukkelijk verzoek van de patiënt zelf
- door een arts.

### Levensbeëindiging van wilsonbekwamen
Euthanasie wordt niet altijd op verzoek van de betrokkene uitgevoerd. Zo kan in Nederland euthanasie op pasgeboren kinderen en andere kinderen uitgevoerd worden, die eventuele toestemming niet zelf kenbaar kunnen maken. Hun leven kan opzettelijk door een ander (arts) beëindigd worden mits er sprake is van uitzichtloos en ondraaglijk lijden en mits de arts hiervoor toestemming heeft van een derde (meestal de ouders).

### Duo-euthanasie
Er is sprake van duo-euthanasie wanneer een paar kiest voor een gelijktijdige euthanasie. Dat was in 2024 het geval met de Nederlandse oud-premier Dries van Agt en zijn echtgenote Eugenie Krekelberg. Ze overleden op 5 februari 2024, drie dagen na van Agts 93-ste verjaardag, samen en hand in hand. Maar reeds vanaf 2020 kwamen enkele gevallen van duo-euthanasie voor in België en Nederland, en zelfs eenmaal niet van een koppel, maar van twee broers met eenzelfde genetische aandoening. Voorwaarde is hoe dan ook dat beide aanvragers individueel in aanmerking komen voor euthanasie.

## Ethische aspecten
Het morele vraagstuk over de geoorloofdheid van legalisering en uitvoering van euthanasie is een belangrijk onderwerp binnen de bio-ethiek. Bepaalde organisaties protesteren wereldwijd tegen wetten die vormen van euthanasie toelaten. De meeste tegenstanders hangen een zogenaamde sanctity-of-life-ethiek aan ('heiligheid van het leven'). Ze ageren tegen euthanasie op ethische, filosofische en religieuze gronden. Deze tegenstanders zien het als een immorele daad als de mens zichzelf van het leven berooft of laat beroven.
De Rooms-Katholieke Kerk beschouwt een handeling die op zich of qua intentie de dood bewerkt of een verzuim dat hetzelfde bewerkt teneinde de pijn weg te nemen, als een moord en een misdaad tegen het leven. Ze beschouwt het recht op leven vanaf de conceptie tot aan het natuurlijke einde een van de fundamentele mensenrechten. De Katholieke Kerk veroorlooft daarentegen het gebruik van pijnstillende middelen om het lijden van een stervende te verlichten, zelfs als dit het leven verkort, zolang de dood noch als doel noch als middel beoogd wordt. Ze verwerpt tevens therapeutische hardnekkigheid bij het levenseinde.
Een van de kernargumenten die tegenstanders van euthanasie aanbrengen tegen wetten die euthanasie legaliseren, is dat volgens hen de waarde en de waardigheid van een mens door deze wetten niet langer gebonden is aan het basisfeit dat hij bestaat, maar aan wat genoemd wordt de kwaliteit van zijn leven.
Tegenstanders van euthanasie argumenteren ook dat de legalisering van euthanasie een wettelijke vrijgeleide kan inhouden voor hulp bij zelfdoding en dat de methoden die gebruikt worden in de palliatieve zorg dermate gevorderd zijn dat bijna niemand nog in ondraaglijke pijn hoeft te leven en te sterven.
Sommige voorstanders van euthanasie redeneren dat het lijden een subjectief gegeven is waarvoor geen objectieve parameters bestaan; wie niet controleur is van zijn eigen (onoverkomelijke) dood, geeft zijn levenseinde over aan de willekeur van derden met het volgens hen veelvoorkomende gevaar dat nodeloos leed zo lang mogelijk gerekt wordt, terwijl dat in vele gevallen nooit helemaal te sederen is.
Hoewel in een beperkt aantal landen, zoals België en Nederland, de meerderheid van de bevolking voorstander is van het legaliseren van actieve euthanasie onder de vorm van het veroorzaken van de dood al of niet op verzoek van de betrokkene, wordt er binnen het jodendom en het christendom kritiek geuit op deze wetten. De bisschoppen van de Belgische Kerkprovincie publiceerden op 16 mei 2002 een gezamenlijke verklaring waarin euthanasie afgekeurd wordt en palliatieve zorg als alternatief voor het opzettelijk doden naar voren wordt gebracht. Volgens een studie uit 2008 van de Vrije Universiteit Brussel, gepubliceerd in het medisch tijdschrift British Medical Journal, zijn euthanasie en palliatieve zorg in België niet antagonistisch, maar wederzijds versterkend geweest.

## Euthanasie als vernietiging van waardeloos geacht leven
Euthanasie als vernietiging van waardeloos geacht leven werd door de Spartanen en Germanen toegepast op mismaakt-geboren kinderen, ongeneeslijk zieken en ouderen. Deze praktijk gebeurde ook bij sommige stammen oorspronkelijke bewoners van Noord-Amerika. 
Vanaf 1939 tot 1945 werd euthanasie in nazi-Duitsland door het nationaalsocialistisch bewind in Duitsland onder andere door middel van het programma met de codenaam Aktion T4 op grote schaal opnieuw toegepast op gehandicapten en andere door de nazi's onvolwaardig geachte personen zoals mensen met een psychische aandoening en dementerenden. Dit programma werd in 1941 opgeschort onder druk van de Katholieke Kerk bij monde van mensen als kardinaal von Galen.
Deze vorm van euthanasie vindt thans in het Westen weinig verdedigers meer en wordt meestal als moord beschouwd.

## Gebruikte methoden en euthanatica
Bij actieve euthanasie wordt het leven van de persoon doorgaans beëindigd door middel van het in een ader toedienen van een dodelijk middel. Men gebruikt hiervoor stoffen (euthanatica) die een dubbel gebruik hebben: als ze gebruikt worden zoals oorspronkelijk bedoeld, zijn ze niet dodelijk. Door overdosering of door het nalaten van bepaalde handelingen (zoals beademing) veroorzaken zij de dood. De euthanaserend arts wekt eerst een coma op door toediening van een krachtig barbituraat: voor personen tot 150 kilo 2 gram thiopental of 1 gram propofol. Daarna wordt een spierverslappend middel toegediend dat een ademhalingsstilstand veroorzaakt. In Nederland zijn de huidige keuzes hiervoor cisatracurium (30 mg), atracurium (100 mg) of rocuronium (150 mg). Door het zuurstoftekort in de hersenen overlijdt de persoon vervolgens doorgaans binnen enkele minuten.
De persoon kan ook zelf het barbituraat innemen (hulp bij zelfdoding). Deze methode kan bezwaren hebben in verband met de onvoorspelbaarheid van de werking van de medicatie en mogelijke innameproblemen bij de patiënt. Daartegenover staat het voordeel dat de patiënt een actievere rol heeft. Als er toch voor deze methode wordt gekozen dan kan de patiënt eerst een middel innemen dat braken voorkomt, en vervolgens een elixer met 15 gram pentobarbital of secobarbital opdrinken. Deze stoffen veroorzaken naast een diep coma tevens een ademhalingsstilstand waardoor de patiënt zal overlijden. Het tijdsverloop tussen inname en het tijdstip van overlijden is in verreweg de meeste gevallen minder dan 30 minuten. Het advies van de Koninklijke Nederlandsche Maatschappij tot bevordering der Geneeskunst is om personen die niet binnen twee uur na inname zijn overleden alsnog de eerder genoemde euthanasie-medicatie toe te dienen.
Het gebruik van morfine wordt door de Koninklijke Nederlandse Maatschappij ter bevordering der Pharmacie afgeraden, omdat bij mensen die al morfine als pijnstiller hebben gehad, de benodigde dosis onzeker is en mensen bovendien nare hallucinaties kunnen ervaren.

## Euthanasie wereldwijd

Huidige status van euthanasie in de wereld:
Actieve euthanasie is legaal
Passieve euthanasie is legaal
Euthanasie is illegaal
Onbekend

Opzettelijk levensbeëindigend handelen bij pas geborenen is in de meeste landen bij wet verboden en wordt vervolgd als een misdrijf.
In Zwitserland is euthanasie sinds 1942 toegelaten. Nederland, Luxemburg en België volgden in 2002, en na 2020 werd het ook mogelijk in Spanje en Oostenrijk. In Portugal, Duitsland, Italië en het Verenigd Koninkrijk wordt er in de jaren 2020 over onderhandeld, maar in 2025 was er een politieke doorbraak toen het Lagerhuis instemde met een wetsvoorstel voor euthanasie.

### Nederland
Nederland was het eerste land ter wereld waar euthanasie wettelijk is geregeld: in de Wet toetsing levensbeëindiging op verzoek en hulp bij zelfdoding, die in werking trad op 1 april 2002. De wet geldt uitsluitend voor gevallen van levensbeëindigend handelen en hulp bij zelfdoding op uitdrukkelijk verzoek van de patiënt.
In Nederland ijvert sinds 1973 de Nederlandse Vereniging voor een Vrijwillig Levenseinde voor maatschappelijke aanvaarding van euthanasie.
Het Nederlands Artsenverbond is een beroepsvereniging van artsen die in zijn werk de hippocratische ethiek als uitgangspunt hanteert en wiens artsen niet willen meewerken aan euthanasie.
In de laatste decennia is euthanasie in Nederland een bij een steeds groter deel van de bevolking geaccepteerde praktijk geworden: in het recht, bij vele zorgverstrekkers uit de medische professie en een groot deel van de publieke opinie (92% in 1998). Hoewel euthanasie en hulp bij zelfdoding nog steeds vallen onder het strafrecht, is het sinds 2002 feitelijk niet meer strafbaar, mits aan de zogenaamde zorgvuldigheidseisen voldaan is, de zogeheten strafuitsluitingsgrond. Sinds augustus 2012 is er in Nederland een nieuwe richtlijn voor de uitvoering van euthanasie.
In februari 2010 verscheen van ouderen-psychiater Boudewijn Chabot het boek Uitweg; een waardig levenseinde in eigen hand, waarbij het begrip 'zelfeuthanasie' werd geïntroduceerd.
In maart 2011 is voor het eerst in Nederland euthanasie toegepast op een zwaar dementerend persoon. In 2017 was het aantal euthanasiemeldingen gestegen met 8% ten opzichte van 2016. In 99,8 procent van die gevallen was sprake van zorgvuldig handelen. Het ging om 6585 mensen, en vooral om ouderen tussen de 70 en 80 jaar.

#### Wilsverklaringen
Sinds 2002 is euthanasie in Nederland ook expliciet toegestaan op basis van een euthanasieverklaring. Daarbij moet wel aan dezelfde zorgvuldigheidseisen worden voldaan. De formulering in de wet luidt:

Indien de patiënt van zestien jaren of ouder niet langer in staat is zijn wil te uiten, maar voordat hij in die staat geraakte tot een redelijke waardering van zijn belangen ter zake in staat werd geacht, en een schriftelijke verklaring, inhoudende een verzoek om levensbeëindiging, heeft afgelegd, dan kan de arts aan dit verzoek gevolg geven. De zorgvuldigheidseisen, bedoeld in het eerste lid, zijn van overeenkomstige toepassing.

Het Openbaar Ministerie vervolgde specialist ouderengeneeskunde Marinou Arends wegens het bovenstaande tot en met de Hoge Raad. Zij werd in 2020 vrijgesproken, waarmee er meer duidelijkheid kwam over euthanasie bij een eerder opgestelde wilsverklaring.

### België
België is (na Nederland) het tweede land ter wereld waar euthanasie is gelegaliseerd. De Wet betreffende de euthanasie werd op 28 mei 2002 afgekondigd. Euthanasie kan op grond van die wet enkel plaatsvinden op schriftelijk verzoek van de patiënt zelf. Meer bepaald gaat het om bewuste en handelingsbekwame meerderjarigen met een ondraaglijk psychisch en fysiek lijden als gevolg van een onomkeerbaar ongeneeslijke aandoening. Ook kan elk Belgische staatsburger in een voorafgaande wilsverklaring zijn keuze voor euthanasie laten vastleggen voor het geval hij ooit in een onomkeerbare coma terechtkomt.
Er gelden zorgvuldigheidseisen waaraan een geval van euthanasie moet voldoen. Het verzoek tot euthanasie dient schriftelijk te gebeuren en op diens eigen verzoek. Dit gebeurt via een wilsbeschikking die om de vijf jaar vernieuwd wordt. De schriftelijke aanvraag tot euthanasie moet bewaard worden door twee onafhankelijke intimi van de patiënt zelf. De toepassing of procedure (euthanasering) wordt onderling gecontroleerd door drie onafhankelijke artsen, waaronder (meestal) de huisarts aangezien die de familiale situatie meestal het beste kent. Daarnaast één arts die gespecialiseerd moet zijn in de aandoening waaraan de patiënt lijdt. En één LEIF-arts die waakt over de zorgvuldigheidseisen van de wet. Euthanasie wordt in België uitgevoerd door de eerste (meest vertrouwelijke) arts van een patiënt, die op zich geadviseerd en gesteund wordt door een LEIF-arts. Een praktische voorwaarde is ook dat de aanvraag moet gebeuren bij de dienst bevolking van de stad of gemeente waar de aanvrager gedomicilieerd is. Daar worden ook de formulieren overhandigd.
Anders dan in Wallonië is in Vlaanderen euthanasie zo goed als algemeen aanvaard. De Unie van Vrijzinnige Verenigingen (UVV) vroeg 1.916 Vlamingen en Brusselaars naar hun houding in belangrijke ethische kwesties. 85 procent van de ondervraagden beschouwt euthanasie zonder meer als aanvaardbaar. Ook in uitbreiding naar kinderen en dementen (die hun wilsbeschikking reeds vooraf hebben neergelegd) wenst 60 tot 84% van de ondervraagden een overheidsreglementering voor deze specifieke groepen (pasgeborenen, ernstig dementerenden en minderjarigen).
Sinds 2002 zijn er verschillende wetsvoorstellen ingediend om de wetgeving voor minderjarigen en dementerenden uit te breiden. Uit onderzoek in december 2011 blijkt  dat twee derde van de Belgen euthanasie voor minderjarigen ook steunt. Meer bepaald, 68 procent van de Belgen vindt dat 12- tot 16-jarigen die ondraaglijk en ongeneeslijk lijden om euthanasie moeten kunnen vragen, wel met toestemming van hun ouders. Ook blijkt 62 procent een uitbreiding van de huidige euthanasiewet naar dementerenden te steunen. Dat blijkt uit een enquête over euthanasie in de Benelux door de Nederlandse opiniepeiler Maurice de Hond bij zeshonderd Belgen, duizend Nederlanders en vierhonderd Luxemburgers. De resultaten van de peiling werden op 2 december 2011 in de Senaat gepresenteerd.
Op 27 november 2013 werd de huidige euthanasiewet uitgebreid naar minderjarigen. Voorwaarden zijn dat de minderjarige "wilsbekwaam" is en dat de ouders of wettelijke vertegenwoordigers akkoord gaan met het verzoek. De wet voorziet de mogelijkheid tot euthanasie bij minderjarigen enkel in het geval van ondraaglijk en uitzichtloos fysiek lijden. De minderjarige kan geen verzoek indienen op basis van psychologisch lijden, wat bij verzoeken van volwassenen wel mogelijk is.

### Denemarken
Reeds in 1974 werd op grote schaal actieve euthanasie toegepast door professor Bjørn Ibsen uit Kopenhagen. Deze hoogleraar anesthesie maakte veel ophef door in een live radio-uitzending, op 7 augustus 1974, te verklaren dat hij talrijke patiënten in hopeloze toestand uit hun lijden verloste door overdoses morfine toe te dienen.

### Duitsland
In Duitsland is euthanasie bij wet verboden. Er wordt wel een hevige discussie gevoerd over de mogelijkheid een vorm van hulp bij zelfdoding toe te staan. Sinds een gerechtelijke uitspraak op 26 februari 2020, waarbij een eerdere uitspraak uit 2015 werd vernietigd, is hulp bij zelfdoding in Duitsland onder bepaalde voorwaarden toegestaan.

#### Nazi-Duitsland
Vanaf 1939 tot 1945 werd in nazi-Duitsland het moordprogramma Aktion T4 door de nationaalsocialistische overheid "genadedood" of "euthanasie" genoemd. Het betrof dus iets heel anders dan wat in de Nederlandse en Belgische wetgeving bedoeld is: het ging hier niet om levensbeëindiging-op-verzoek. Hitlers nationaalsocialistische bewind liet meer dan 100.000 geestelijk en fysiek gehandicapten (maar ook mensen die als sociaal onaangepast beschouwd werden) vermoorden, zonder instemming van onder meer hun ouders. Hierdoor zou, meenden de nazi's op basis van zogenaamd wetenschappelijk onderzoek, het Duitse ras verbeterd worden. Velen protesteerden hiertegen, onder wie ook kardinaal Clemens August von Galen. Ook een neef van de latere paus Benedictus XVI werd in een vernietigingskamp vermoord.
Onder andere door het misbruik van de term 'euthanasie' tijdens het nationaalsocialistische tijdperk zijn de begrippen genadedood en euthanasie in Duitsland, maar ook elders, zeer beladen en spreken sommigen in Duitsland als het gaat over euthanasie als hulp bij het sterven mét levensverkorting of het veroorzaken van de dood al of niet op verzoek van de betrokkene, liever van "Sterbehilfe". In de publieke discussie in Duitsland wordt de nationaalsocialistische massamoord vaak ook als argument gebruikt om de gevaren van "Sterbehilfe" te verduidelijken en om dit gelijk aan moord te stellen.

### Italië
In Italië is euthanasie niet bij wet geregeld. Op 9 februari 2009 overleed Eluana Englaro – een patiënte die 17 jaar in coma had gelegen – enkele dagen nadat ze overgebracht was naar een kliniek in Udine waar men de voedingssonde verwijderde na een uitspraak van de rechter. De regering wilde naar aanleiding van een oproep van de Rooms-Katholieke Kerk een spoedwet in werking stellen om haar dood door versterving te voorkomen. De Rooms-Katholieke Kerk beschouwt haar overlijden als moord.

### Verenigde Staten van Amerika
In de meeste Amerikaanse staten is euthanasie illegaal. Alleen in Montana, Oregon en Washington is euthanasie bij wet geregeld. Deze wet staat bekend onder de naam "Death with Dignity Act" en voorziet erin dat een arts een dodelijke dosis barbituraten aan een patiënt mag voorschrijven, waarmee de patiënt zelfdoding mag plegen. De arts mag niet aanwezig zijn bij de inname van het medicijn. In maart 2005 werd in een controversiële rechtszaak in Florida bepaald dat de voedingssonde van de comateuze Terri Schiavo verwijderd moest worden. Deze vrouw verkeerde toen al vijftien jaar in vegetatieve toestand.

## Media
Euthanasie is het onderwerp van enkele films en boeken, zoals:
- Tot altijd, film van Nic Balthazar (2012).
- Tout s’est bien passé, film van François Ozon (2021).
- Marieke - Addicted To Life, documentaire over de laatste jaren van Marieke Vervoort, van Pola Rapaport (2023).[36]